# Rotterdams busnet

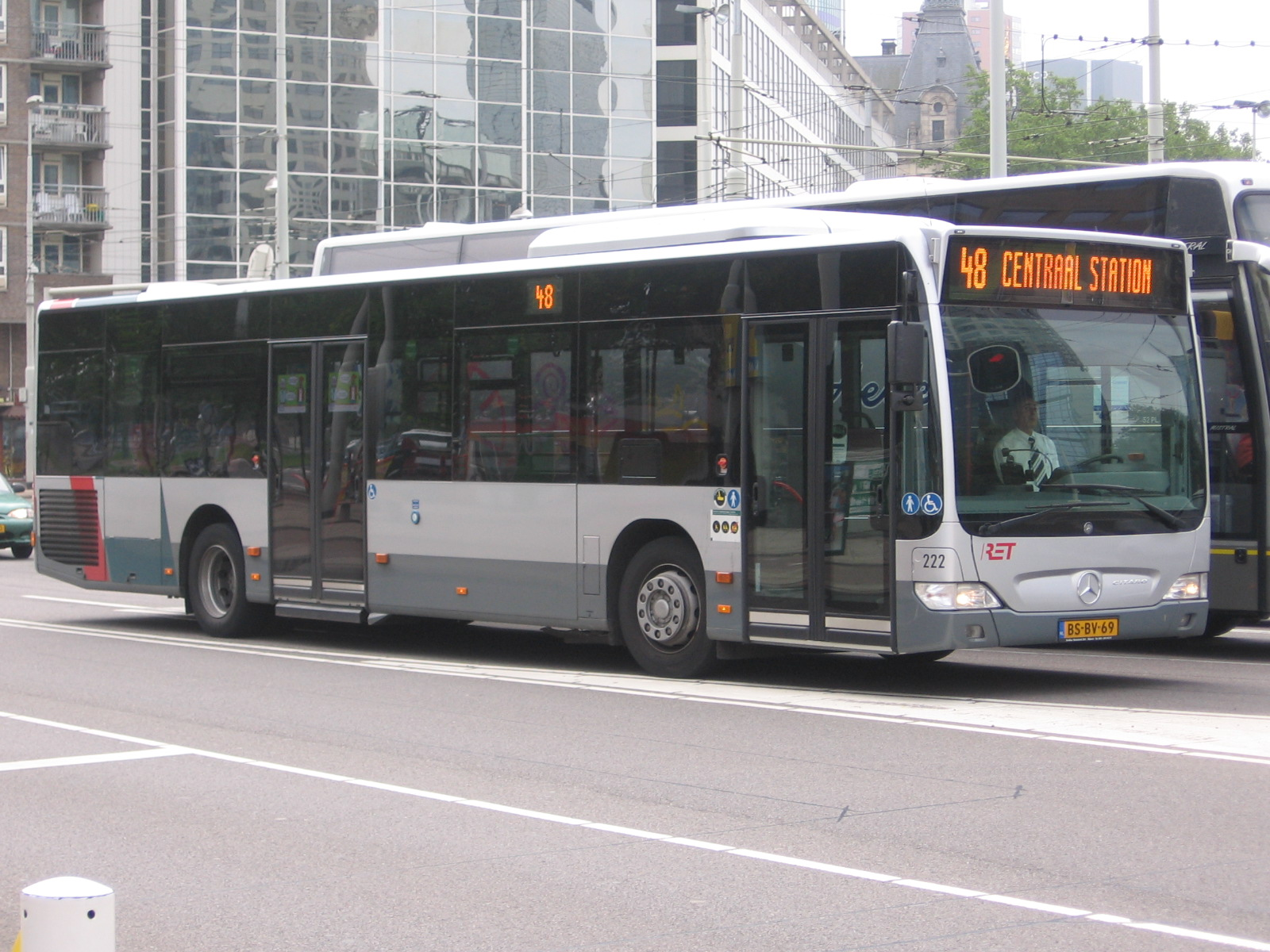
RET-bus 222 (Mercedes-Benz Citaro) als buslijn 48 richting Centraal Station op het Hofplein. Deze lijn reed tot en met 13 december 2014 en is vervangen door buslijn 32 tussen Overschie en Station Zuid.

Het busnet in en rondom Rotterdam telt in het dienstregelingsjaar 2025 63 lijnen, exclusief de nachtlijnen. Het busnetwerk wordt geëxploiteerd door de Rotterdamse Elektrische Tram (RET). De bussen van RET rijden in de gemeente Rotterdam en daarnaast ook in Albrandswaard, Barendrecht, Capelle aan den IJssel, Delft, Dordrecht, Krimpen aan den IJssel, Lansingerland, Maassluis, Midden-Delfland, Pijnacker, Ridderkerk, Schiedam, Vlaardingen en Zoetermeer.

## Geschiedenis
De eerste bus in Rotterdam reed in 1906. Dit was de particuliere onderneming M.A.V. die een poging ondernam een eerste motoromnibusdienst op te zetten, dit mislukte echter. Tussen 1920 en 1928 exploiteerde niet minder dan 118 particuliere ondernemers korte of langere tijd een busdienst. Door de gemeente Rotterdam werd in 1921 één lijn geëxploiteerd waarvoor van een particulier een aantal bussen werd gehuurd. Daarnaast waren er ook particulieren busdiensten naar omliggende gemeenten.
De eerste RET bussen verschenen op 26 mei 1928 op lijn A, B en C. In 1929 waren er 5 lijnen onder meer lijn D naar Overschie als opvolger van de motortram, die als lijn 33 nog steeds bestaat. In 1930 waren er 8 buslijnen. Eind 1939 waren er 11 lijnen, namelijk A-F, H, K ,L , M en T. Op 14 mei 1940 tijdens het bombardement werd een groot aantal bussen onherstelbaar beschadigd. Met veel moeite kon men naderhand weer een aantal bussen in dienst stellen maar in de loop van de oorlog werd het steeds moeilijker de dienst gaande te houden vooral door gebrek aan brandstof en men zich al met alternatieve brandstof moest behelpen. Uiteindelijk werd al het busverkeer gestaakt. Het door de Maastunnel lopende proeftraject voor een trolleybus is nooit in gebruik genomen.
Na de oorlog bleken er nog maar 50 bussen aanwezig (de rest was naar het oosten verdwenen) waarvan een groot aantal onbruikbaar. Later werd toch een groot deel weer teruggevonden. Met veel moeite lukte het toch de busdienst weer op te starten op een beperkt aantal lijnen. In 1946 konden er weer 10 lijnen worden geëxploiteerd. Ook kwam er nieuw materieel in dienst en werd het wagenpark gestaag uitgebreid.
In de jaren 1950 werd het busnet sterk uitgebreid voornamelijk naar de nieuwe wijken. Ook werden in 1953 de letterlijnen vernummerd in cijferlijnen en bestonden toen de lijnen 30-50. De RTM-tramlijn, later buslijn naar Hoogvliet, werd vervangen door de RET-lijnen 62 en 63. Naar Schiebroek verscheen lijn 45 en naar de Alexanderpolder lijn A, later lijn 36.
Tot de opening van de metro in 1968 werd het busnet nog verder uitgebreid en bereikte het z'n grootste omvang. De tramlijnen 1 en 15 werden gedeeltelijk vervangen door buslijn 38. Na de opening van de metro verdween al het rivierkruisend verkeer bij tram en bus. Op Zuid werd behalve één tramlijn (2/12) al het aanvullende vervoer door de bus verzorgd. Wel verschenen de nieuwe lijnen 46 door de Maastunnel, 49 over de Willemsbrug en 48 over de Van Brienenoordbrug. Ook kwam er een nieuw nummerschema waarbij de 30- en lage 40-lijnen op de Rechter Maasoever reden, de hoge 40-lijnen rivierkruisende lijnen waren, de 50-lijnen in Schiedam en Vlaardingen reden en de 60- en 70-lijnen op de Linker Maasoever reden. Vrijwel alle buslijnen kregen hierdoor een ander lijnnummer.
In 1969 werd de zware buslijn 45 vervangen door een verlenging van tramlijn 5. Naar Ommoord verscheen lijn 37. In 1972 kwam voor deze lijn de Ommoordse busbaan in gebruik op het toekomstige tracé van de metro. Ook ontstonden in samenwerking met de RTM, later ZWN, de rivierkruisende buslijnen 50 en 51 (later 80 en 82) door de Beneluxtunnel. Ook kwam er stadsvervoer op de meeste streeklijnen.
In oktober 1974 na de verlenging van de metro naar Hoogvliet vervielen de lijnen 62 en 63. Ook werd op proef een nachtnet (Borrelbus) ingevoerd. In 1982 en 1983 bij de opening van de oost-west metrolijn werd het busnet verder ingekrompen en verdwenen de lijnen 36 en 37. Ook werd buslijn 34 ingekort en de lijnen 39 en 46 gecombineerd tot één lijn 39.
In 2002 bij de ingebruikname van de Beneluxlijn van de metro werd het busnet ingrijpend gewijzigd en verdween een groot aantal lijnen en kwamen er nieuwe lijnen voor terug. Er verschenen op verschillende relaties weer rechtstreekse buslijnen in plaats van aantak op metro of tram. In 2004 werd dit door de bezuinigingen alweer grotendeels ongedaan gemaakt. In december 2012 nam de RET de streeklijnen van Qbuzz over.
Het busnet is tegenwoordig ondergeschikt aan de metro en tram en vooral aanvullend. Alleen de meeste Frequentlijnen naar wijken die geen tram of metro hebben behoren nog tot het hoofdnet.

## Huidig busnet
Het busnet is de laatste jaren flink veranderd door bezuinigingen en is meerdere malen aangepast. Doordat de RET de concessie gegund is, moesten er een aantal veranderingen plaatsvinden, waarbij een aantal nieuwe lijnen is ingesteld. Wat ook nieuw is, is het lijntype, zo is er een Frequent-bus die de hele dag vaak rijdt, doordeweeks tussen 7:00 en 19:00 uur zelfs om de tien minuten of vaker. Het betreft nu een twintigtal lijnen. Vanaf 9 december 2012 heet de frequentbus de 6-4-2 bus, in de spits 6 keer per uur, in de daluren 4 keer per uur en in de stille uren 2 keer per uur. Er zijn ook zogenoemde Gemaksbussen. De lijnen die zo genoemd zijn, rijden minder vaak, en soms niet de hele dag of dagsoort. Ook is er een snelbusnetwerk, deze stoppen niet op alle haltes op de route en zijn afgestemd op school- en werktijden. Tot slot rijden er buurtbussen.
Er zijn alles bij elkaar de lijnen 30, 31, 32, 33, 35, 36, 38, 40, 42, 44, 51, 52, 53, 54, 56, 61, 62, 63, 64, 66, 67, 68, 69, 70, 71, 72, 75, 76, 77, 82, 83, 84, 96, 97, 98, 126, 140, 142, 143, 144, 145, 146, 156, 170, 173, 174, 183, 187, 283, 290, 300, 533, 547, 567, 602, 603, 606, 607, 608, 609, 610, 612 en 668.
Bij de Frequent-bussen gaat het om de lijnen 32, 33, 38, 44, 56, 66, 68, 70, 76, 77, 82, 84, 97, 98, 144, 146, 156, 170 en 173. Deze lijnen zijn gebonden aan de kleur rood, wat betekent dat op de haltepalen en op de lijnennetplattegrond deze lijnen in de kleur rood zijn aangegeven. Zo zijn er ook de kleuren blauw voor de Gemaksbussen en groen voor de snelbussen. Sinds 15 december 2019 horen de lijnen 170 en 173 bij het R-net.
Daarnaast exploiteert RET een nachtbusnet. Hierbij wordt ook naar een aantal plaatsen in de omgeving gereden die door het dagnet niet worden aangedaan. Sinds maart 2020 wordt het nachtnet tot nader order in verband met achtereenvolgens de coronamaatregelen en het personeelstekort niet gereden.  
De RET heeft voor de exploitatie van het stadsbusnet de beschikking over ongeveer 185 dienstvaardige bussen. In 1982 waren dit er nog ongeveer 330 bussen (43,5% minder). Deze vermindering komt voor het grootste deel door de uitbreiding van de metro maar ook van de tram. Ook zijn op de meeste lijnen de wagenaantallen en frequenties lager dan in 1982. Op 9 december 2012 kwam uitbreiding met 89 van Qbuzz overgenomen streekbussen maar deze zijn niet voor het stadsnet bestemd. In de praktijk rijden deze streekbussen echter wel stadsdiensten (met name in Rotterdam Oost).

## Busnet per 1 augustus 2025
| Lijn                          | Route                                                                  | Via | Opmerkingen |
| ----------------------------- | ---------------------------------------------------------------------- | --- | --- |
| 6-4-2 Bus                     |                                                                        | | |
| 32                            | Overschie - Station Zuid                                               | Mathenesserplein, Heemraadsplein, Dijkzigt, Eendrachtsplein, Station Blaak, Feijenoord                           | |
| 33                            | Rotterdam Centraal - Meijersplein/Airport                              | Diergaarde Blijdorp, Overschie, Rotterdam The Hague Airport                                                      | |
| 38                            | Station Schiedam Centrum - Crooswijk                                   | Rotterdam Centraal                                                                                               | De helft van de ritten rijden niet verder dan Rotterdam Centraal. Na 19:30 uur en op zondag wordt niet tussen Rotterdam Centraal en Crooswijk gereden.                           |
| 44                            | Zuidplein - Rotterdam Centraal                                         | Carnisser, Dijkzigt, Tiendplein                                                                                  | |
| 56                            | Station Vlaardingen West - Holy-Noord                                  | Station Vlaardingen Oost                                                                                         | |
| 66                            | Zuidplein - Feijenoord                                                 | Ikazia Ziekenhuis, Lange Hilleweg, Station Zuid                                                                  | |
| 68                            | Zuidplein - RDM Campus                                                 | Slinge, Waalhaven, Heijplaat                                                                                     | |
| 70                            | Charlois - Keizerswaard                                                | Zuidplein, Slinge, Zuidwijk, Station Lombardijen                                                                 | |
| 76                            | Zuidplein - Keizerswaard                                               | Ikazia Ziekenhuis, Zuiderziekenhuis, Vreewijk, Station Lombardijen, Groot-IJsselmonde                            | |
| 77                            | Zuidplein - SS Rotterdam                                               | Ikazia Ziekenhuis, Rijnhaven                                                                                     | Alleen een 6-4-2 bus tussen Rijnhaven en ss Rotterdam. |
| 82                            | Zuidplein - Zuidplein                                                  | Slinge, Barendrecht, Rhoon, Slinge                                                                               | Ringlijn. |
| 84                            | Zuidplein - Station Barendrecht                                        | | |
| 97                            | Capelsebrug → Capelsebrug                                              | Krimpen aan den IJssel                                                                                           | Ringlijn in één richting samen met buslijn 98. |
| 98                            | Capelsebrug → Capelsebrug                                              | Krimpen aan den IJssel                                                                                           | Ringlijn in één richting samen met buslijn 97. |
| 142                           | Zuidplein - Slikkerveer                                                | Lombardijen, Keizerswaard, Bolnes                                                                                | In Slikkerveer is lijn 142 gekoppeld aan lijn 140. Rijdt niet 's avonds en op zondag.                                                                                            |
| 144                           | Zuidplein - Ridderkerk Drievliet                                       | Lombardijen, Keizerswaard, Bolnes, Slikkerveer, Ridderkerk                                                       | Rijdt na 20:00 en op zondag niet tussen Ridderkerk Koningsplein en Drievliet. |
| 146                           | Zuidplein - Ridderkerk Drievliet                                       | | |
| 156                           | Station Vlaardingen West - Holy-Noord                                  | Station Vlaardingen Oost                                                                                         | Rijdt alleen van maandag t/m zaterdag overdag. |
| 183                           | Kralingse Zoom - Zuidplein                                             | HES, Keizerswaard, Station Lombardijen, Barendrecht, Portland, Slinge                                            | Alleen een 6-4-2 bus tussen Zuidplein en Portland, rijdt alleen van maandag t/m zaterdag overdag.                                                                                |
| Gemaksbus (dagelijkse dienst) |                                                                        | | |
| 30                            | Station Alexander - Capelle Schollevaar                                | | |
| 35                            | Station Alexander - Melanchthonweg                                     | Schiebroek, Hillegersberg, Terbregge, Ommoord                                                                    | |
| 36                            | Station Alexander - Kralingse Zoom                                     | Het Lage Land, Prinsenland                                                                                       | |
| 54                            | Station Schiedam Centrum - De Gorzen                                   | | |
| 61                            | Hoogvliet Metro → Hoogvliet Metro                                      | Oudeland, Westpunt                                                                                               | Ringlijn in één richting samen met buslijn 62. |
| 62                            | Hoogvliet Metro → Hoogvliet Metro                                      | Westpunt, Oudeland                                                                                               | Ringlijn in één richting samen met buslijn 61. |
| 63                            | Hoogvliet Metro → Hoogvliet Metro                                      | Meeuwenplaat, Zalmplaat                                                                                          | Ringlijn |
| Gemaksbus (beperkte dienst)   |                                                                        | | |
| 31                            | Station Alexander - Oostgaarde                                         | Capelle Centrum                                                                                                  | Rijdt niet na 20:00 op zondag. |
| 40                            | Delft Station - Rotterdam Centraal                                     | De Zweth, Overschie                                                                                              | Rijdt alleen van maandag t/m vrijdag overdag. |
| 42                            | Bedrijventerrein Rotterdam Noord-West - Marconiplein                   | Overschie, Spaanse Polder                                                                                        | Rijdt alleen van maandag t/m vrijdag. |
| 51                            | Station Schiedam Centrum - Woudhoek                                    | Station Schiedam Nieuwland                                                                                       | Rijdt niet 's avonds na 19:00 uur en op zondag. |
| 52                            | Station Schiedam Centrum - Woudhoek                                    | 's-Graveland, Hof van Spaland                                                                                    | In de avond pendeldienst tramlijn 11. |
| 53                            | Station Schiedam Centrum - Woudhoek                                    | | Rijdt niet 's avonds na 19:00 uur en op zaterdag en zondag. |
| 64                            | Hoogvliet Metro - Poortugaal De Kijvelanden                            | Tussenwater, Poortugaal Metro                                                                                    | Rijdt niet 's avonds en in het weekend. |
| 67                            | Zuidplein - Pendrecht                                                  | Charloisse Poort                                                                                                 | Rijdt alleen in de spits. |
| 71                            | Zuidplein - Waalhaven Noordzijde                                       | Pleinweg | Rijdt alleen in de doordeweekse daluren. |
| 75                            | Kralingse Zoom - Zuidplein                                             | HES, Stadion Feijenoord, Breeplein, Ikazia Ziekenhuis                                                            | Rijdt niet 's avonds na 19:00 uur en in het weekend. |
| 83                            | Kralingse Zoom - Keizerswaard                                          | HES | Rijdt niet op zaterdag overdag. |
| 96                            | Capelsebrug - Krimpen aan den IJssel, Stormpolder                      | Krimpen Centrum                                                                                                  | Rijdt alleen in de spits. |
| 126                           | Schiedam, Station Centrum - Maassluis, Station West                    | Station Vlaardingen Oost, Liesveldviaduct, Maasland Viaduct                                                      | Rijdt niet na 20:00 (doordeweeks) of 19:30 (zaterdag) en op zondag. |
| 140                           | Kralingse Zoom - Slikkerveer                                           | Bolnes, Ridderkerk                                                                                               | In Slikkerveer is lijn 140 gekoppeld aan lijn 142. Rijdt alleen van maandag t/m vrijdag overdag.                                                                                 |
| 143                           | Zuidplein - Ridderkerk Sporthal Drievliet                              | Lombardijen, Keizerswaard                                                                                        | Rijdt alleen in de spits |
| 145                           | Kralingse Zoom - Dordrecht, Station                                    | Ridderkerk | Rijdt alleen van maandag t/m vrijdag overdag. |
| 174                           | Delft, Station - Station Noord                                         | TU Delft, Berkel Westpolder, Berkel, Bergschenhoek                                                               | vrijdag tussen 6:00 en 19:30 wordt \|er ook tussen Berkel Westpolder en \|Delft gereden. Rijdt niet na 20:30.                                                                    |
| 183                           | Kralingse Zoom - Zuidplein                                             | HES, Keizerswaard, Station Lombardijen, Barendrecht, Carnisselande, Portland, Slinge                             | zaterdag. Elke dag in de richting \|van Zuidplein rijd deze lijn tot \|20:00 en richting Kralingse zoom \|rijd deze lijn tot 21:00                                               |
| 187                           | Zuidplein - Ridderkerk, Nieuw-Reijerwaard                              | Station Barendrecht                                                                                              | Rijdt alleen in de spits. 's Ochtends richting Ridderkerk Nieuw-Reijerwaard gereden, 's middags richting Rotterdam Zuidplein.                                                    |
| 283                           | Barendrecht, Station - Zuidplein                                       | Portland, Slinge                                                                                                 | Rijdt alleen in de spits. |
| 533                           | Rotterdam Meijersplein - Rotterdam The Hague Airport                   | | Rijdt alleen van maandag t/m vrijdag overdag. Rijdt met zelfrijdende bussen. |
| 547                           | Station Blaak - Noordereiland                                          | Koninginnebrug                                                                                                   | Rijdt niet na 19:00 en op zondag. |
| R-net                         |                                                                        | | |
| 170                           | Zoetermeer, Centrum-West - Rodenrijs, Metrostation                     | Station Zoetermeer, Station Zoetermeer Oost, Station Lansingerland-Zoetermeer, ZoRo-busbaan, Berkel en Rodenrijs | |
| 173                           | Zoetermeer, Station Lansingerland-Zoetermeer - Rodenrijs, Metrostation | Bleiswijk, Bergschenhoek, ZoRo-busbaan, Berkel en Rodenrijs                                                      | |
| Snelbus                       |                                                                        | | |
| 69                            | Zuidplein - Pernis                                                     | Waalhaven | Rijdt alleen in de spits. Om 5:30 rijdt een rit van het Zuidplein naar de Marco Polostraat en net na middernacht rijdt een extra rit van de Marco Polostraat naar het Zuidplein. |
| 72                            | Zuidplein - Zuidplein                                                  | Slinge, Waalhaven Oostzijde, Waalhaven Noordzijde, Sluisjesdijk, Charloisse Hoofd                                | Ringlijn in beide richtingen. Rijdt alleen in de spits. |
| 290                           | Zuidplein - Ridderkerk, Donkersloot                                    | | Rijdt alleen in de spits. 's Ochtends richting Ridderkerk Donkersloot en 's middags richting Rotterdam Zuidplein.                                                                |
| Buurtbus                      |                                                                        | | |
| 567                           | Zuidplein - Zuidwijk                                                   | Charlois, Pendrecht, Slinge                                                                                      | Rijdt niet 's avonds en op zondag. |
| 602                           | Poortugaal metro - Rhoon Portland                                      | Poortugaal, Rhoon, Rhoon metro                                                                                   | Rijdt niet 's avonds en op zondag. |
| 603                           | Ridderkerk, Waterschap - Barendrecht, Carnisselande                    | Station Barendrecht, Centrum, Paddewei, Smitshoek                                                                | Rijdt niet 's avonds en in het weekend. |
| 606                           | Capelle aan den IJssel, Schollevaar - IJsselland Ziekenhuis            | Bergenbuurt, De Terp, Capelle Centrum                                                                            | Rijdt niet 's avonds en in het weekend. |
| 607                           | Capelsebrug - Capelle aan den IJssel, IJsselland Ziekenhuis            | Kralingseveer, Capelle-West, 's-Gravenland, Slotlaan                                                             | Rijdt niet 's avonds en in het weekend. |
| 608                           | Ridderkerk, Olmenlaan - Barendrecht, Station                           | Rijsoord | Rijdt niet 's avonds en op zondag. |
| 609                           | Slikkerveer - Barendrecht, Station                                     | Ridderkerk, Rijsoord                                                                                             | Rijdt niet 's avonds en in het weekend. |
| 610                           | Ridderkerk, Koningsplein - Barendrecht, Station                        | De Riederborgh, Waterschap                                                                                       | Rijdt allen in de spits. |
| 612                           | Poortugaal metro - Rhoon, Binnenbaan                                   | Poortugaal, Rhoon, Rhoon metro, Overhoeken                                                                       | Rijdt alleen in het weekend overdag. |
| Schoolbus                     |                                                                        | | |
| 668                           | Zuidplein/Slinge Metro - RDM Campus                                    | | |

Sinds de uitbraak van het Coronavirus is vooral 's nachts het aantal reizigers drastisch verminderd en was het niet meer rendabel om de nachtbussen nog te laten rijden. Hierdoor heeft de RET haar nachtbusnet tot nader order afgeschaft per maart 2020.